# Gombau d’Entença
Gombau d’Entença († 1308) war ein katalanischer Adliger und Statthalter der Krone Aragón in Valencia. 
Gombau war ein Sohn von Bernat Guillem II. d’Entença († nach 1296) von dem er Alcolea und diverse andere Güter erbte. Verheiratet war er mit Constança d’Antillón, mit der er zwei Töchter hatte:
- Teresa d’Entença († 28. Oktober 1327), Herrin von Alcolea und Gräfin von Urgell; ⚭ 1314 mit dem zukünftigen König Alfons IV. von Aragón (1299–1336).
- Urraca d’Entença († ?, wird im väterlichen Testament genannt).

Daneben hatte Gombau drei uneheliche Kinder gehabt, die er alle testamentarisch bedachte.
Gombau amtierte im Jahr 1307 als Prokurator des Königreichs Valencia und hatte am 1. Dezember dieses Jahres von König Jakob II. von Aragón den Befehl zur Verhaftung aller Templer in Valencia erhalten. Am 10. April 1308 hatte seine Witwe sein Testament veröffentlicht, dass er bereits am 12. September 1304 verfasst hatte. Er wurde wie von ihm verfügt in der Kirche San Juan von Alcolea bestattet.